# STAT5

فعال شدنِ STAT5.

تَرارسانندهٔ پیام و فعال‌کنندهٔ رونویسی ۵ (انگلیسی: Signal transducer and activator of transcription 5) شامل دو مولکول پروتئینی STAT5A و STAT5B است که عضوی از خانوادهٔ پروتئین STAT است. با آنکه STAT5A و STAT5B توسط دو ژن مختلف کُدگذاری می‌شوند، از لحاظ ترکیب آمینو اسیدی در حدود ۹۰٪ تشابه دارند. این پروتئین‌ها در پیام‌رسانی سیتوزولی و میانجی‌گری بیان ژن‌های خاص نقش دارند. بیش‌فعالی این پروتئین‌ها با بروز برخی سرطان‌ها در انسان ارتباط نزدیک دارد و متوقف کردن این بیش‌فعالیتی، یکی از حوزه‌های مهم پژوهش پزشکی در زمینهٔ شیمی دارویی است.
مهار این پروتئین‌ها به دو صورت «مستقیم» و «غیرمستقیم» انجام می‌شود:
- در مهار غیرمستقیم، بازدارنده‌های آنزیمی، کینازها یا پروتئازهای مرتبط با STAT5 را هدف قرار می‌دهند. دو نمونه از این داروها، ایماتینیب[۵] و سی‌وای‌تی۳۸۷[۶] است.
- در مهار مستقیم، با استفاده از بازدارنده‌های کوچک، مانع از اتصال صحیح STAT5 به دی‌ان‌ای می‌گردند. این کار از طریق آران‌ای مداخله‌گر،[۷] اُلیگودِاکسی‌نوکلئوتید آنتی‌سنس[۷] و آران‌ای کوچک سنجاق‌سری[۸] انجام می شود.